# Saponé (departamento)
Saponé é um departamento ou comuna da província de Bazèga no Burkina Faso. A sua capital é a cidade de Saponé.
Em 1 de julho de 2018 tinha uma população estimada em 49166 habitantes.